# Giulio Sarrocchi
Giulio Sarrocchi   (Roma, 24 de maig de 1887 - Roma, 18 de juliol de 1971) va ser un tirador d'esgrima italià, especialista en sabre, que va competir durant la dècada de 1920.
El 1924 va prendre part en els Jocs Olímpics de París, on disputà dues proves del programa d'esgrima. Guanyà la medalla d'or en la competició de sabre per equips, mentre en la prova individual abandonà la final com a protesta per la desqualificació del seu company d'equip Oreste Puliti.
Quatre anys més tard, als Jocs d'Amsterdam, guanyà la medalla de plata en la mateixa prova.